# Tradix
Tradix est un progiciel destiné aux salles de marchés développé par la société Ubitrade. Il permet de gérer la position financière des banques et investisseurs institutionnels et est spécialisé dans la gestion des produits dérivés de taux.
Son champ d'application a évolué à partir de 1996 pour lui permettre de gérer d'autres actifs tels que les Obligations, les instruments de change et les actions.
Dans sa version actuelle, il représente une solution STP permettant une gestion intégrée des positions financières « Front-to-Back ».